# 加伯林山
加伯林山（英語：Mount Gaberlein），是南極洲的山峰，位於維多利亞地的斯科特海岸，處於別林斯高晉山西北面6公里，海拔高度1,210米，美國地質調查局根據測量和美國海軍拍攝的空中照片繪入地圖，現時由南極條約體系管理。